# مملكة غوريو
غوريو أو كوريو (بالهانغل: 고려 | استمرت من 918 إلى 1392) هي سلالة كورية تأسست في 918 على يد الإمبراطور تايجو. اسم هذه المملكة هو مصدر اسم كوريا الحديث. وحدت هذه السلالة ممالك كوريا الثلاث الأخيرة في عام 936 وحكمت معظم شبه الجزيرة الكورية حتى هزمت على يد قائد سلالة جوسون في 1392. وسعت سلالة غوريو حدود دولتها إلى منطقة وونسان (في وقتنا الحالي) في الشمال الشرقي (936 ~ 943) وإلى نهر أنموك (993) ومعظم ما تبقى من شبه جزيرة كوريا في (1374).
تميزت فترة غوريو بمنتجين هما فخار وسيلادون كوريا وثانياً تربتاكا كوريانا النصوص البوذية المقدسة (تربتاكا) وتغطي حوالي 80 ألف قطعة خشبية وخزنت وما تزال مخزنة في معبد هاينسا. اخترع المسؤولون الحكوميون وخدمهم أول طابعة معدنية متحركة في 1234 وأقدم كتاب طبع بواسطتها يعود إلى 1377 وهو كتاب جكجي.
في سنة 668 قامت شلا باحتلال بايكتشي وغوغوريو بتحالفها مع سلالة تانغ، ولكن استقرار الدولة بدأ بالاهتزاز بنهاية القرن التاسع، أصبح الملوك ضعفاء وتحت ضغط رجال الدولة الأقوياء. كثر اللصوص والخارجون عن القانون وقاموا بالعديد من الاضطرابات، وفي سنة 900 ثار غيون هوون في مقاطعة جولا والتي كانت تحت نفوذ شلا وادعى أنه خلف لبايكتشي الأخيرة وفي السنة التي تلتها ثار غنغ يي في المناطق الشمالية وادعى أنه خلف لغوغوريو الأخيرة (تايبونغ). انضم ابن وانغ غون سيد المنطقة لغوغوريو الأخيرة كجنرال.
سقطت غوغوريو الأخيرة عندما ثار وانغ غون وقتل غنغ يي في 918 بعد ذلك استسلمت شلا لغوريو في سنة 935. وفي سنة 936 استسلمت بايكتشي، وبدأت غوريو بحكم مملكة لم تتفكك بمدة 474 سنة.
بحلول القرن الرابع عشر فقدت غوريو الكثير من قوتها بسبب تأثير سلالة يوان. ومع أن الملك غونغمن استطاع تحرير مملكته من تأثير المغول، إلا أن إي سونغ غاي ثار وأطاح بالملك غونغيانغ - آخر ملوك غوريو - في 1392 ثم أمر بإعدامه في 1394.

## أصل الاسم
الاسم غوريو مأخوذ من «غوغوريو» وهي من أقدم الممالك الكورية الثلاث القديمة والذي تغير في زمن الملك جانغسو. الكلمة الإنجليزية "korea" مأخوذة من اسم غوريو.

## التاريخ

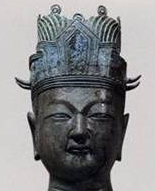
وانغ غون (877 ~ 943) مؤسس غوريو.

### الخلفية التاريخية
أصبح شلا (والتي أسست دولة موحدة قوية في 668) ضعيفة وفقدت سيطرتها على أسياد المناطق بنهاية القرن التاسع. دخلت الدولة في حرب أهلية وحدثت العديد من الثورات بقيادة غنغ يي، وغي هوون، ويانغ غل، وغيون هوون.
أسس غنغ يي غوغوريو الأخيرة (وأعيد تسميتها إلى تايبونغ وماجن). غيون هوون أسس بايكتشي الأخيرة. ومع شلا الضعيفة بدأت فترة ممالك كوريا الثلاث الأخيرة.

### التأسيس
انضم وانغ غون - سليل عائلة تجار من سونغدو (كايسونغ في وقتنا الحالي) - إلى مملكة تايبونغ ثم أطاح بغنغ يي وأسس سلالة غوريو في سنة 918.
تبنت غوريو علاقات معادية مع بايكتشي الأخيرة في حين تبنت علاقات صداقة مع شلا في الجزء الأخير من حقبة الممالك الثلاث الأخيرة، ولكن في سنة 927 هزمت غوريو على يد بايكتشي الأخيرة في المنطقة المعروفة اليوم باسم دايغو. فقد وانغ غون داعميه في هذه المعركة. ولثلاث سنين سيطرت بايكتشي الأخيرة على الممالك الثلاث الأخيرة ولكنها هزمت في أندونغ سنة 930، وبعدها فقدت بايكتشي الأخيرة سلطتها.
انتهى عصر الممالك الثلاث الأخيرة باحتلال غوريو لشلا في سنة 935 وهزيمة بايكتشي الأخيرة في 936. نقل وانغ غوون العاصمة إلى مسقط رأسه كايسونغ وحكم المملكة كأول ملك لغوريو. تزوج الملك من أميرة من أسرة شلا الملكية وسمح لنبلاء شلا بالاحتفاظ بأراضيهم. لم يواجه وانغ غون أي تحد لسلطته الملكية في فترة حكمه البالغة 7 سنين.

### الهيكل السياسي

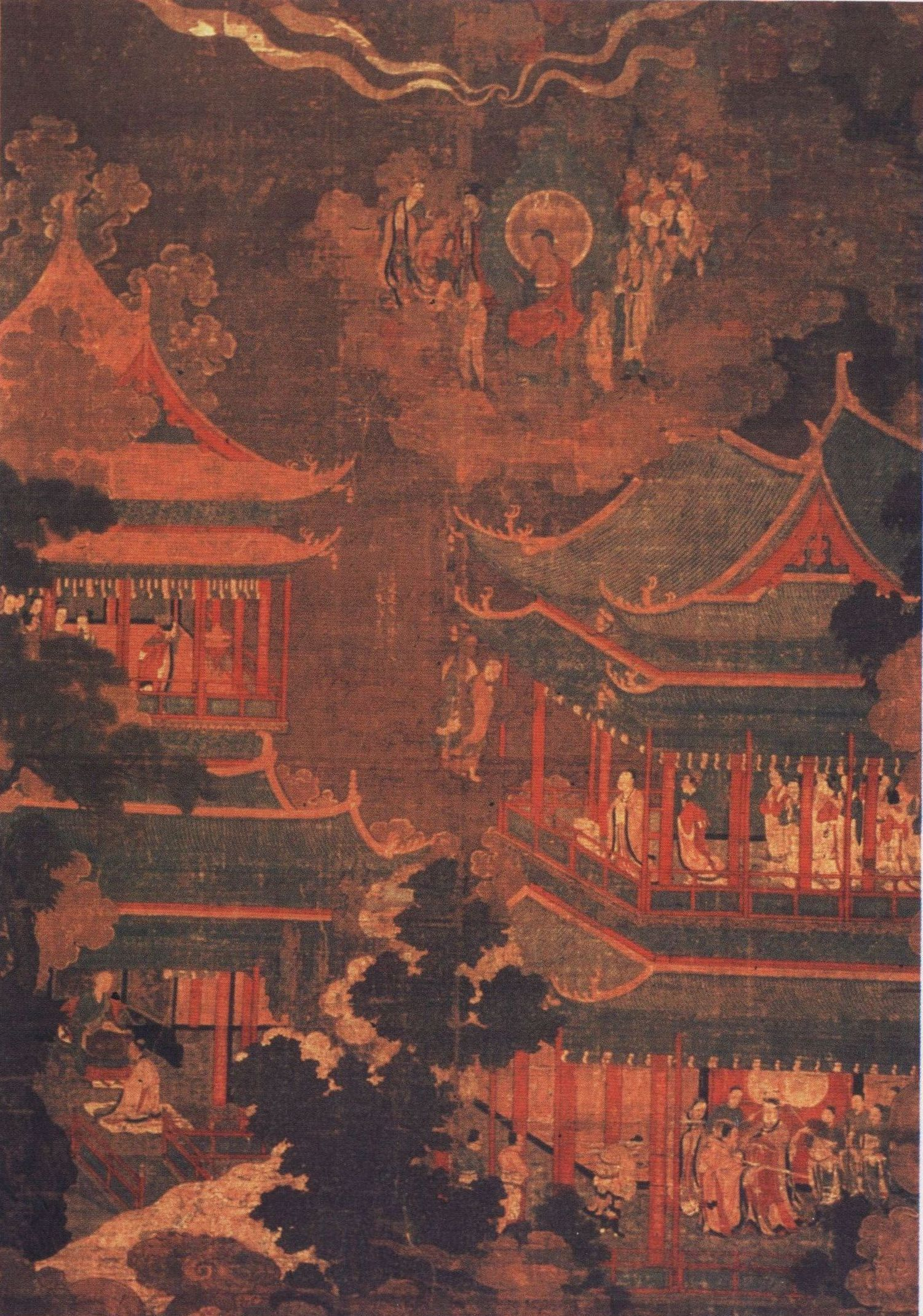
رسمة من زمن غوريو تظهر القصر الملكي / الإمبراطوري.

استخدم البلاط المصطلحات الإمبراطورية وليس الملكية. سميت العاصمة غايغيونغ (بالهانغل: 개경 | بالهانجا: 開京) باسم «العاصمة الإمبراطورية» (بالهانغل: 황도 | بالهانجا: 皇都) وكان يشار للقصر باسم «القصر الإمبراطوري» (بالهانغل: 황성 | بالهانجا: 西京). كان للدولة العديد من العواصم مثل غايغيونغ (كايسونغ في وقتنا الحالي) وهي العاصمة الرئيسية، بالإضافة إلى سوكيونغ (بالهانغل: 서경 | بالهانجا: 西京 | بيونغيانغ في وقنا الحالي)، ونامغيونغ (بالهانغل: 남경 | بالهانجا: 南京 | سول في وقتنا الحالي)، ودونغيونغ (بالهانغل: 동경 | بالهانجا: 東京 | غيونغجو في وقتنا الحالي) كعواصم ثانوية. استخدام هذا النظام والمسميات واستخدام المقطع "京" يدل على أن غوريو كانت تعمل بنظام إمبراطوري داخلياً.
تشير مصطلحات أخرى مثل "صاحب الجلالة الإمبراطورية" (بالهانغل: 성상 | بالهانجا: 聖上)، وأيضاً "الإمبراطورة (بالهانغل: 황후 | بالهانجا: 皇后)، وأيضاً "ولي العهد الإمبراطوري" (بالهانغل: 태자 | بالهانجا: 太子)، وأيضاً "الإمبراطورة الأرملة" (بالهانغل: 태후 | بالهانجا: 太后)، وأيضاً "المرسوم الإمبراطوري" (بالهانغل: 詔 | بالهانجا: 勅) إلى أن غوريو قد تبنت نظام الألقاب الإمبراطوري. مع ذلك فإن غوريو لم تستخدم لقب "الإمبراطور" (بالهانغل: 황제 | بالهانجا: 皇帝) عندما تذكر حكامها، وبدلاً من ذلك تستخدم لقب "الملك العظيم" (بالهانغل: 대왕 | بالهانجا: 大王) والذي استخدم لذكر الملوك بعد وفاتهم. استخدمت غوريو أيضاً "أسماء معبد" مثل "تايجو" (بالهانغل: 태조 | بالهانجا: 太祖) وهو ما لم تفعله الممالك الصغرى. أيضاً فقد استعملت ألقاب إمبراطورية أخرى مثل الإمبراطور أو "الإمبراطور هايدونغ" (بالهانغل: 해동천자 | بالهانجا: 海東天子 | حرفياً: ابن السماء حاكم أراضي شرق البحر).
بعد غزو المغول فقد منعت جميع هذه المصطلحات، وأجبر ملوك غوريو على إضافة الحرف "忠" (بالهانغل: 충 | تشنغ) والذي يعني الموالي، حيث أضيف إلى ألقابهم بعد الوفاة. بدأ استخدام هذا الحرف في أسماء ما بعد الوفاة من عهد الملك وونجونغ إلى عهد الملك غونغمن. بعد تضاؤل القوة المغولية ترك الحكام استخدام هذا الحرف وأعادوا أسماء المعبد.
من أجل تقوية الحكومة المركزية قام غوانغجونغ الإمبراطور الرابع بإيجاد العديد من القوانين الجديدة منها قانون تحرير العبيد في سنة 958 بالإضاف إلى إيجاد امتحان لتوظيف المسؤولين الحكوميين. ولتقوية قوة الدولة دولياً، أعلن غوانغجونغ أن دولته إمبراطورية مستقلة عن جميع الدول الأخرى.
أجرى الملك الخامس غيونغجونغ إصلاحات تخص نظام ملكية الأراضي وسماه جونشغوا (بالهانغل: 전시과 | بالهانجا: 田柴科)، وفي عهد الملك سونغجونغ تم إرسال العديد من المسؤولين إلى المناطق المحلية لإدارتها، والتي كان يديرها النبلاء سابقاً. بين سنة 993 وسنة 1019 دمرت الحرب بين غوريو والخيتان الحدود الشمالية.
بحلول عهد الملك منجونغ ملك غوريو الأحد عشر، فقد كسبت الحكومة المركزية سيطرة كاملة على النبلاء. دعم الملك منجونغ وخلفاؤه القيادة المدنية بدلاً من القيادة العسكرية.

### غزوات الخيتان وحملات الجورشن

الجنرال ين غوان (1040 - 1111) مع قواته.

في سنة 993، غزت سلالة خيتان لياو الحدود الشمالية الغربية لغوريو بقوة تقدر بحوالي 60 ألف جندي، ومع هذا فقد انسحب الخيتان وتنازلوا عن الأراضي الواقعة شرق نهر أمروك (نهر يالو) وذلك عندما تفاوض معهم سو هوي بشأن إلغاء تحالفهم مع سلالة سونغ الصين. رغم كل هذا استمرت غوريو بالتواصل مع سلالة سونغ كما عززت من موقعها ببناء قلعة في الأراضي الجديدة التي كسبوها في الشمال.
في سنة 1009 قاد الجنرال غانغ جو انقلاباً ضد الملك موكجونغ. أسفر هذا عن مقتل الملك وإنشاء الحكم العسكري. في سنة 1010 قام الخيتان بالهجوم مجدداً بقوة تقدر بحوالي 400 ألف جندي وذلك خلال الصراع الداخلي على السلطة في غوريو. استطاع غانغ جو صد غزوات لياو حتى موته. اضطر الملك هيونجونغ إلى الهرب من العاصمة إلى ناجو بشكل مؤقت. ولأن قوات الخيتان لم تستطع أن تضع لها موطئ قدم في الدولة فقد انسحبت خوفاً من الهجوم المضاد.
في سنة 1018 غزا جيش الخيتان مجدداً للمرة الثالثة مع قوة تقدر بحوالي 100 ألف جندي. أمر الجنرال غانغ غام تشان بعمل سد على التيار المائي حتى يعبر عليه الخيتان، وعندما عبروا السد وأصبحوا في المنتصف أمر الجنرال بهدم السد مما تسبب بغرق الكثير من جنود الخيتان. بعد ذلك قام الجنرال غانغ بقيادة هجوم قوي على المتبقين من الجنود وأبادهم. وبالكاد نجا بضعة آلاف من جنود لياو بعد هزيمتهم المرة في معركة غوجو في السنة اللاحقة.
عاشت قبائل الجورشن في الأراضي شمال غوريو حيث كانت تدفع الجزية لملوك غوريو، ولكنهم أصبحوا أقوى بمرور الوقت واستطاعوا التوحد تحت راية وانيان. بدأ الجورشن بانتهاك الحدود بين غوريو والجورشن وفي نهاية الأمر قاموا بغزو غوريو. في سنة 1087 أكملت النسخة الأولى من تربتاكا كوريانا بعد سنوات عديدة من العمل.
في سنة 1107 قام الجنرال ين غوان بقيادة جيش غوريو المشكل حديثاً وعددهم حوالي 17 ألف رجل يسمون بيولمبان وهاجموا الجورشن. مع أن الحرب استمرت لسنوات إلا أن الجورشن هزموا تماماً واستسلموا لين غوان. ولتسجيل هذا الانتصار قام الجنرال ين ببناء تسع قلاع في الشمال الشرقي على الحدود بين غوريو والجورشن (بالهانغل: 동북 9성 | بالهانجا: 東北九城). في سنة 1108 أمر الملك ييجونغ (حاكم غوريو الجديد) بأن تنسحب جميع قوات الجنرال ين. بسبب تلاعب وتآمر البلاط على يد الفصائل المعارضة فقد تم تسريح الجنرال ين من منصبه. وحاربت الفصائل المعارضة من أجل إعادة القلاع التسعة للجورشن.

### الصراع على السلطة
تزوج الملوك من عهد الملك منجونغ إلى عهد إنجونغ ملك غوريو السابع عشر من عشيرة إي إنجو (بالهانغل: 인주 이씨 | بالهانجا: 仁州李氏). بسبب هذه الزواجات كسب أفراد العشيرة سلطة أكبر من سلطة الملك نفسه وانتهى الأمر بانقلاب إي جا غيوم في سنة 1126. فشل الانقلاب ولكنه أضعف الملك بصورة كبيرة وتسبب بدخول غوريو في دوامة حرب أهلية بين النبلاء.
في سنة 1135، نادى ميو تشونغ بنقل العاصمة إلى سوغيونغ (بيونغيانغ في وقتنا الحالي). هذا الطلب قسم نبلاء غوريو إلى قسمين، الأول بقيادة ميو تشونغ والذين رأوا أن تنقل العاصمة إلى سوغيونغ وأن تبدأ الدولة بالتوسع في منشوريا. القسم الثاني قاده كم بو شك (مؤلف كتاب «تاريخ الممالك الثلاث») والذي رأى أن تبقى الأوضاع الراهنة كما هي. بسبب فشل ميو تشونغ في إقناع الملك، فقد تمرد على الحكومة المركزية وأنشأ دولة سماها دايبانغ ولكنه فشل وقتل.

### الحكم العسكري
في سنة 1170 قام مسؤولون عسكريون بقيادة كل من جونغ جنغ بو، وإي وي بانغ، وإي غو ببدء انقلاب عسكري ونجحوا في الأمر. أرسل الملك ويجونغ إلى المنفى، ونصب ميونغجونغ ملكاً. السلطة الفعالة اعتمدت على الجنرالات المتعاقبين والذين استخدموا نخبة من وحدات الحرس وتسمى توبانغ ليتحكموا بالعرش، وبالتالي نشأ النظام العسكري. في سنة 1179 وصل الجنرال الشاب غيونغ داي سنغ إلى السلطة وقام بمحاوة لإعادة السلطة الكاملة للملك وتطهير الدولة من المفسدين.
بعد موته في سنة 1183، وصل إي وي من إلى السلطة وأصوله ترجع إلى طبقة نوبي (العبيد). فساد إي المطلق والرعب الذي امتلكه حفز حدوث انقلاب آخر والذي حصل على يد تشوي تشنغ هون والذي اغتال إي وي من وحصل على السلطة المطلقة في سنة 1197. سيطرت أسرة تشوي على السلطة الدكتاتورية لمدة 61 سنة وتحكموا في الملوك كدمى. بعد موت تشوي تشنغ هون خلفه ابنه تشوي وو والذي خلفه ابنه تشوي هانغ ومن بعده تشوي وي. ليحصل تشوي تشنغ هون على السلطة، قام بإجبار الملك ميونغجونغ ليتخلى عن العرش ثم وضع الملك سنجونغ على العرش. بعد موت سنجونغ قام تشوي بعزل ملكين آخرين حتى وضع الملك غوجونغ على العرش والذي كان مذعناً لتشوي.

### غزوات المغول

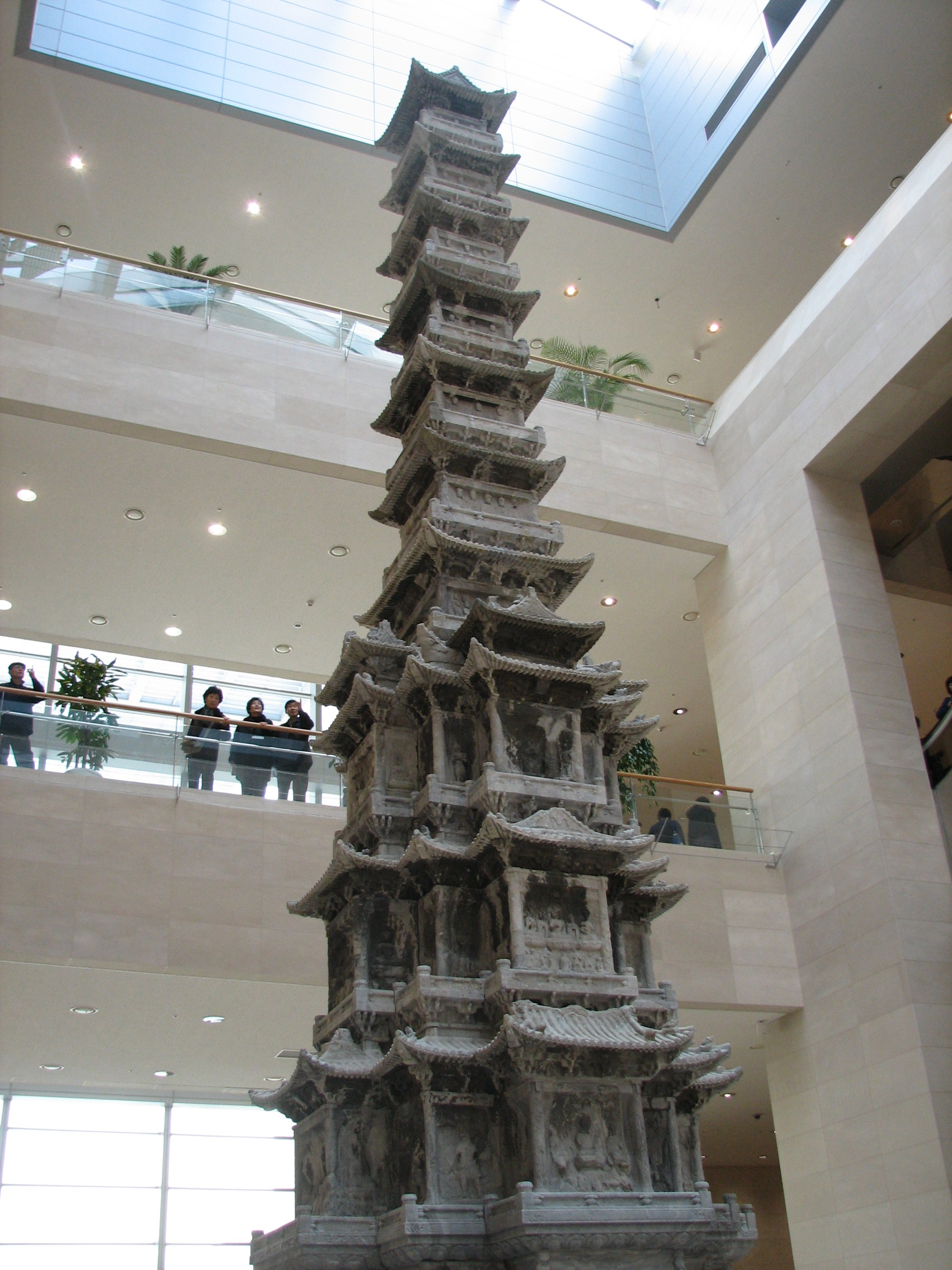
باغودا من زمن غوريو.

في سنة 1231، غزا المغول غوريو بقيادة أوقطاي خان وذلك بعد الشراكة بين قوات المغول وغوريو لهزيمة الخيتان في سنة 1219. انتقل البلاط الملكي إلى جزيرة غانغهوا في خليج غيونغي وذلك في سنة 1232. قاومت غوريو لثلاثين سنة ثم طلبت السلام في سنة 1259.
قام المغول بإنشاء حملة بين سنة 1231 وسنة 1259 قاموا خلالها بتخريب مناطق من مقاطعتي غيونغسانغ وجولا. كانت هناك 6 حملات كبرى في سنة 1231 وسنة 1232 وسنة 1235 وسنة 1238 وسنة 1247 وسنة 1253. بين سنة 1253 وسنة 1258 قام المغول أثناء حكم مونكو خان، بقيادة الجنرال جالايرتاي قورتشي ببدء أربع غزوات مدمرة خلال الحملة الأخيرة ضد كوريا مما كلف أرواح كوريين كثيرين.
كانت المقاومة الكورية شديدة كما حاول البلاط الإمبراطوري في غانغهوا بمحاولة لقوية قلاعه. انتصرت كوريا في بعض المعارك لكنها لم تستطع الصمود في وجه موجة الغزوات المغولية والتي تسببت بالخراب والوفيات والمجاعة في كوريا. في سنة 1236 أمر غوجونغ بإعادة إنشاء تربتاكا كوريانا والتي دمرت خلال غزوة 1232. استغرقت هذه النصوص الدينية البوذية قرابة الخمس عشرة سنة لنحتها على 81,000 قطعة خشبية والتي حفظت إلى يومنا هذا. في مارس 1258 اغتيل الدكتاتور تشوي وي على يد كم جن. انتهت الدكتاتورية على يد مجموعته وكسب العلماء الذين أيدوا السلام مع المغول المزيد من السلطة. في نهاية الأمر أرسل العلماء مبعوثاً إلى المغول وأقيمت علاقة سلام بين غوريو والإمبراطورية المغولية. المسؤولون العسكريون الرافضون للسلام أنشأوا تمرد سامبيولتشو وقاوموا في الجزر المقابلة الواقعة قبالة الساحل الجنوبي لشبه جزيرة كوريا.

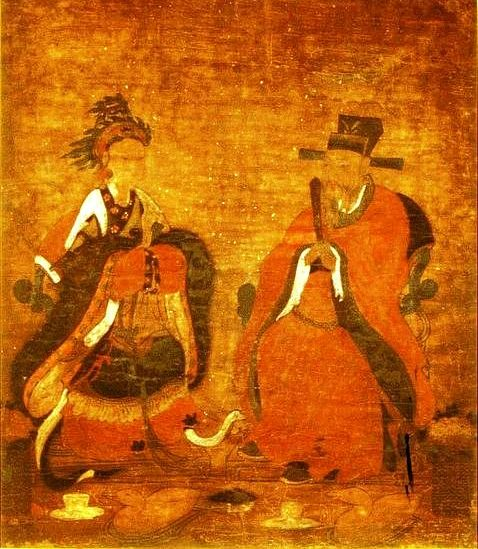
الملك غونغمن (1330 - 1374) مع الملكة نوغك.

نصت المعاهدة على أن لغوريو سيادتها وثقافتها التقليدية وأن المغول ليس لديهم أي نوايا فيما يخص التحكم بغوريو. احتل المغول الأراضي الشمالية لشبه الجزيرة الكورية بعد الغزوات وضمتها إلى إمبراطوريتها. بعد معاهدة السلام خطط المغول لاحتلال اليابان بالتحالف مع قوات غوريو. نفذ المغول غزوتين لليابان في سنة 1274 وسنة 1281، ولكنهم فشلوا بسبب عاصفة قوية (تعرف باسم كاميكازي) بالإضافة للمقاومة العسكرية القوية.
أصبحت غوريو دولة «غودا» (حليفة بالمصاهرة) لسلالة يوان، وذلك لأن العديد من حكام غوريو كانوا أصهاراً لأباطرة يوان (خوريغين). كان لملوك غوريو مكانة مرتفعة كغيرها من عائلات ماردين، والأويغوريون، والمغول (الأويراتيون، والخونغيراديون، والآيكيريون). كما ادعى البعض أن أحد ملوك غوريو كان أكثر الأحفاد المحببين إلى قلب قوبلاي خان.
استمرت سلالة غوريو تحت سلطة يوان حتى عهد الملك غونغمن والذي بدأ إبعاد الحاميات العسكرية من كوريا حوالي سنة 1350. وبنهاية خمسينات القرن الرابع عشر، فقد استعادت غوريو سيطرتها على الأراضي الشمالية التي خسرتها سابقاً.
أعظم الجوانب فائدة للسيطرة المغولية على إيروسيا كانت التبادل الثقافي وازدهار التجارة الدولية بين الشرق والغرب. استفاد المغول من الأفكار والتقنيات الكورية من أجل صالح إمبراطوريتهم المتوسعة وتأثروا أيضاً بفن رسم الخرائط وإنتاج الفخار في غوريو. بسبب الاستعداد العسكري العالي لغوريو وتحالفهم مع المغول في كوريا، وخصوصاً خلال تمرد سامبيولتشي في جيجو والجزء الجنوبي من كوريا، وبسبب الغزو المغولي لليابان أيضاً وأيضاً بسبب استعداد شوغونات كاماكورا في اليابان، فقد أدى كل هذا إلى إضعاف الواكو (القراصنة اليابانيون) ومنعهم من الدخول في شبه الجزيرة الكورية. لم يعد بإمكان الواكو الدخول إلى الجزيرة حتى سنة 1350 حين كان المغول يعانون من التمردات العنيفة في الصين.

### الإصلاحات الأخيرة

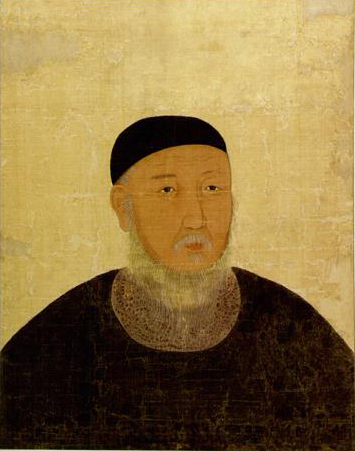
يوم جيشن (1304 ~ 1382) كان المعارض الأول للراهب شن دون.

قبل صعود غونغمن كملك على عرش غوريو، كانت المملكة تحت سلطة سلالة يوان. أجبر غونغمن على العيش في بلاط يوان عندما أرسل كرهينة سنة 1341 قبل أن يصبح ملكاً حيث تزوج هناك بأميرة مغولية عرفت فيما بعد باسم الملكة نوغك. في منتصف القرن الرابع بدأت سلطة يوان بالانهيار حتى استطاعت سلالة مينغ أن تصبح المسيطرة في سنة 1368. في هذا الوقت بدأ الملك غونغمن بإجراء إصلاحات للحكومة بإزالة التأثير المغولي عليها.
كان أول قرار للملك هو إبعاد جميع الأرستقراطيين والعسكريين الموالين للمغول من مراكزهم الحكومية. سبق للمغول أن احتلوا المقاطعتين الشمالية لغوريو بعد الغزو وأدرجوها في تقسيماتهم الإدارية تحت اسمي مقاطعة سانغسونغ (بالهانغل: 쌍성총관부 | بالهانجا: 雙城摠管府) ومقاطعة دونغنيونغ (بالهانغل: 동녕부 | بالهانجا: 東寧府). استطاع جيش غوريو استعادة المقاطعين بفضل انشقاق إي جا تشن (ضابط كوري كان في خدمة المغول) وابنه إي سونغ غاي. بعد ذلك قاد الجنرالان إي سونغ غاي وجي يونغسو حملة في لياويانغ.
بعد وفاة الملكة نوغك في 1365 أصيب الملك غونغمن باكتئاب شديد. بعد ذلك لم يبال الملك بالسياسة وعهد بها إلى الراهب البوذي شن دون (بالهانغل: 신돈 | بالهانجا: 辛旽) استمر شن دون في منصبه لمدة ست سنوات قبل أن يتم إبعاده. في سنة 1374 قتل الملك غونغمن على يد تشوي مان ساينغ (최만생).

### السقوط
في سنة 1388 خطط الملك وو (ابن الملك غونغمن من المحظية بان يا) مع الجنرال تشوي يونغ حملة لغزو لياونينغ (في الصين في وقتنا الحالي). اختار الملك وو الجنرال إي سونغ غاي قائداً على الحملة، ولكن إي سونغ غاي توقف عند الحدود وبدأ تمرداً على المملكة.
سقطت غوريو تحت حكم إي سونغ غاي (ابن إي جا تشن) حيث أمر بإعدام الملك وو والملك تشانغ والملك غونغيانغ وأخذ العرش لنفسه وأسس سلالة جوسون في 1392.

## الاقتصاد

### الصلات التجارية
كانت التجارة سبيلاً للكسب في عصر غوريو. في بداية الدولة كان بيوكراندو الميناء الرئيسي، وهو ميناء قريب من العاصمة. كان لغوريو العديد من العلاقات التجارية مثل:
| الدولة          | الواردات                                                | الصادرات                                       |
| --------------- | ------------------------------------------------------- | ---------------------------------------------- |
| سلالة سونغ      | الحرير واللؤلؤ والشاي والتوابل والأدوية والكتب والأدوات | الذهب والفضة والجنسنغ والرخام والورق والحبر    |
| سلالة لياو      | الخيول والأغنام والحرير منخفض الجودة                    | المعادن والقطن والرخام والحبر والوورق والجنسنغ |
| سلالة جن        | الذهب والخيول والأسلحة                                  | الفضة والقطن والحرير                           |
| اليابان         | الزئبق والمعادن                                         | الجنسنغ والكتب                                 |
| الدولة العباسية | الزئبق والأنياب (العاج)                                 | الذهب والفضة                                   |

## المجتمع

### النبلاء
خلال زمن غوريو قسم النبلاء إلى 6 أقسام هي:
- غكغونغ (بالهانغل: 국공 | بالهانجا 國公), ويقابله لقب: دوق الدولة.
- غنغونغ (بالهانغل: 군공 | بالهانجا: 郡公), ويقابله لقب: دوق المقاطعة.
- هيونهو (بالهانغل: 현후 | بالهانجا: 縣侯), ويقابله لقب: ماركيز.
- هيونبايك (بالهانغل: 현백 | بالهانجا: 縣伯), ويقابله لقب: كونت.
- غايغكجا (بالهانغل: 개국자 | بالهانجا: 開國子), ويقابله لقب: فيكونت.
- هيونام (بالهانغل: 현남 | بالهانجا: 縣男), ويقابله لقب: بارون.

كما استخدم اللقب تايجا (بالهانغل: 태자 | بالهانجا: 太子) لأبناء الأباطرة. وهو يقابل لقب ولي العهد في العديد من الدول.

### الأديان

#### الكونفشيوسية
كان للإمبراطور سونغجونغ (والذي أنشأ غكجاغام) والإمبراطور غوانغجونغ (والذي أنشأ امتحانات الخدمة المدنية الوطنية) الفضل في وجود الكونفشيوسية في غوريو. غكجاغام هو أعلى مؤسسة تعليمية في سلالة غوريو، وأعيد تسمية غكجاغام في 1304 إلى سونغيونغوان (أكاديمية المنهج الكونفشيوسي) وأعيد تغيير مكانه ليصبح ملحقاً للقصر، حيث كان الملك يعبد أسلافه، قبل أن يغير مكانها في عهد جوسون سنة 1398.

## الثقافة

### تربتاكا كوريانا
تربتاكا كوريانا (팔만대장경) هي تربتاكا (نصوص بوذية مقدسة) مؤلفة من حوالي 80 ألف نص بوذي. خزنت النصوص في معبد هاينسا، في مقاطعة غيونغسانغ الجنوبية. كتبت النصوص في سنة 1251 بأمر من الإمبراطور غوجونغ من أجل إعاد المغول بواسطة البوذية. يحتفظ بالنصوص نظيفة بتركها تجف تحت الشمس ل سنة.